# Brazi
Ne doit pas être confondu avec Brazzi ou Brazier.
Brazi est une commune roumaine du județ de Prahova, dans la région historique de Valachie et dans la région de développement du Sud.

## Géographie
La commune de Brazi est située au sud-ouest du județ, dans la plaine valaque, à 10 km au sud de Ploiești, le chef-lieu du județ.
La municipalité est composée des six villages suivants (population en 1992) :
- Bătești (1 671) ;
- Brazii de Jos (711) ;
- Brazii de Sus (1 795), siège de la municipalité ;
- Negoiești (1 858) ;
- Popești (1 691) ;
- Stejaru (590).

## Histoire
La première mention écrite de la commune date de 1454.

## Démographie
Lors du recensement de 2011, 97,62 % de la population se déclarent roumains (2,13 % ne déclarent pas d'appartenance ethnique et 0,23 % déclarent appartenir à une autre ethnie).
La même année, 90,09 % de la population se déclare chrétiens orthodoxes, 4,76 % comme chrétiens selon l'Évangile et 1,6 % comme adventistes du septième jour (2,69 % ne déclarent pas d'appartenance religieuse et 0,84 % déclarent appartenir à une autre religion).

## Politique
| Parti | Parti                                      | Sièges |
| ----- | ------------------------------------------ | ------ |
|       | Parti national libéral (PNL)               | 5      |
|       | Parti Mouvement populaire (PMP)            | 4      |
|       | Parti social-démocrate (PSD)               | 3      |
|       | Alliance des libéraux et démocrates (ALDE) | 2      |
|       | Indépendant                                | 1      |

## Économie
L'économie de la commune repose sur l'agriculture et l'industrie. Une raffinerie de pétrole (appartenant au groupe autrichien OMV) et une centrale thermique sont implantées à Brazi.

## Communications

### Routes
Brazi est située sur la voie de contournement ouest de Ploiești, la DN1A et à proximité de la route nationale DN1 Ploiești-Bucarest.

### Voies ferrées
La commune est desservie par la ligne de chemin de fer Ploiești-Bucarest.

## Lieux et monuments
- Stejaru, église orthodoxe en bois de la Sainte Trinité (Sf Treime) du XVIIIe siècle[5].